# Стояння на Угрі
Стояння на ріці Угрі (рос. Стояние на реке Угре) — воєнне протистояння між Московським князівством та Великою Ордою, очолюваною Ахмат-ханом, у 1480 році. За традиційною російською історіографією, поклало кінець Ординському ігу на московських землях. Відповідно до сучасної західної історіографії, стояння на Угрі — незначна небитва, прикрашена в пізніших розповідях: Москва зберігала офіційні стосунки з татарськими ханствами і продовжувала платити данину Кримському ханству.

## Передумови
Після смерті великого князя московського Василя II Темного в 1462 році правителем став його син Іван III. В умовах розпаду та нестабільності у Золотій Орді, коли на її території виникли окремі ханства й зі смертю хана Кучук-Мухаммеда в 1459 році вона остаточно перестала існувати як єдина держава, Іван III перестав сплачувати традиційну ординську данину. Це дало привід хану Ахмату, який вважав себе спадкоємцем золотоординських ханів і, разом зі старшим братом Махмудом, правив Великою Ордою в Нижньому Поволжі, у 1468 здійснити спустошливий похід на рязанські й московські землі.
Наступного року Ахмат уклав союз із великим князем литовським та королем польським Казимиром IV Яґеллончиком, за підтримки якого в липні 1472 року здійснив невдалий похід на Москву. Спроби Ахмата завадити становленню Кримського ханства також зазнали невдачі — попри те, що в 1476 році він усунув від влади Менґлі І Ґерая і посадив на ханський престол свого племінника Джанібека, той не зміг утримати владу. У 1479 році Менґлі Ґерай уклав з Іваном III союзну воєнну-політичну угоду, направлену проти Великої Орди, демонстративно порвав черговий ярлик Ахмат-хана з вимогою платити данину й особисто з'явитись у столицю Орди та наказав стратити його послів.

## Воєнні дії
У 1480 році Ахмат, скориставшись конфліктом Івана III з його молодшими братами — князем волоцьким Борисом та углицьким Андрієм, які через утиски втекли до Казимира IV, пішов із військом на Москву. Дізнавшись про це, Іван III через посла у Криму звернувся до Менґлі Ґерая з проханням виступити проти Великого князівства Литовського, а сам рушив назустріч Ахмату. Дійшовши до Оки, Іван з'єднався з тверським військом великого князя Михайла Борисовича. У вересні татарські сили перейшли Оку південніше Калуги і зупинилися широким фронтом на березі річки Угра на кордоні московських і литовських володінь.
Іван Васильович доручив своєму синові та спадкоємцеві 22-річному Іванові Молодому рушити назустріч Ахмату, а сам 30 вересня повернувся до Москви, де розпочав підготовку до оборони міста. Завдяки посередництву матері він домігся миру зі своїми братами, котрі також вирушили на Угру, а сам планував залишити Москву, сподіваючись пережити облогу столиці за її межами. Однак московські бояри та духівництво вмовили Івана вирушити на татар, і 3 жовтня він виїхав до сина, але зупинився за 30 верст від нього у Кременці. Із 8 по 11 жовтня татарська кіннота здійснила кілька спроб форсувати Угру, які однак не принесли успіху й були відбиті московитами. Після цього Іван III намагався відкупитися від хана та вислав до нього посла з багатими дарами, просячи «відступити геть і улус його не розоряти».
Іван ІІІ, так і не наважившись вступити в битву з татарами, 26 жовтня, коли Угра замерзла, наказав військам відступити спочатку до Кременця, а потім — до Боровська. 11 листопада 1480 року він отримав повідомлення, що Ахмат, не дочекавшись підмоги від Казимира IV, який був змушений протистояти кримським татарам, залишив московські землі. У помсту за безрезультатне місячне «стояння» татари рушили на південь, де мали намір перечекати зиму та вторгнутись у литовські володіння.

## Наслідки «стояння»
Повернувшись у степ, Ахмат-хан розпустив військо в пониззі Сіверського Дінця, та 6 січня 1481 року був зненацька захоплений своїми колишніми союзниками по війні з узбецькими ханами. За домовленістю з Москвою кіннота тюменського хана Ібака і ногайських мурз Муси і Ямгурчі несподівано напала на його ставку. Невдалий похід проти Москви й загибель Ахмата призвели до міжусобної війни його синів і братів за владу та до падіння Великої Орди — в 1486 році вона була розорена, а в 1502 році завойована Кримським ханством, яке стало спадкоємцем Золотої Орди.
Невдовзі брати Івана III, які прийшли йому на допомогу під час «стояння на Угрі», потрапили в опалу і через дев'ять років Андрій Великий помер у тюрмі, а Борис був висланий із Московії, яка отримало формальну політичну незалежність. Звільнення від ординської залежності та зникнення грізного ворога на південних рубежах Москви дозволило Іванові ІІІ захопити під свою владу більшість князівств Північно-Східної Русі. Із кінця 80-х років йому також удалося провести низку успішних війн проти Великого князівства Литовського, у результаті яких останнє втратило 1/3 своєї території з такими містами, як Брянськ, Чернігів, Смоленськ, Вязьма та ін. Уже в 1502 році Іван III відновив сплату данини — тепер Кримському ханству, та був змушений визнати себе «холопом» Менґлі Ґерая. Юридично сплату «виходу» було закріплено в 1615 році договором між кримських ханом Джанібеком Ґераєм і першим московським царем із династії Романових Михайлом Федоровичем. Данина (з невеликими перервами) сплачувалася до 1685 року.